# آیه اخوت
آیه اخوت دهمین آیه از سوره حجرات است که پیرامون یکی از شعارهای اساسی و ریشه‌دار اسلامی و برادری میان محمد و علی است.

## متن و ترجمه
- ﴿إِنَّمَا الْمُؤْمِنُونَ إِخْوَةٌ فَأَصْلِحُوا بَيْنَ أَخَوَيْكُمْ ۚ وَاتَّقُوا اللَّهَ لَعَلَّكُمْ تُرْحَمُونَ﴾(سورهٔ حجرات-آیهٔ ۱۰)
- در حقیقت مؤمنان با هم برادرند پس میان برادرانتان را سازش دهید و از خدا پروا بدارید امید که مورد رحمت قرار گیرید.
- The believers are but brethren, therefore make peace between your brethren and be careful of (your duty to) Allah that mercy may be had on you.

## تفسیر

### سنی
تفاسیر سنی همچون تفسیر ابن عربی، التحریر و التنویر، تفسیر القرآن العظیم، پیرامون آیه اینگونه توضیح داده‌اند که در آیه اشاره به تساوی بین افراد و عدم تفاوت از نظر قوم و قبیله و نژاد و معیار برتری تقوا، وجوب اصلاح بین برادران دینی برادری مؤمنان در دین شده‌است.

### شیعی
در مجمع البیان و برهان فی تفسیر القرآن ذیل آیه اینگونه آمده‌است:
 پس از آنکه آیه «انما المومنون إِخوة» نازل شد، محمد میان مسلمانان پیمان اخوت برقرار کرد، بین ابو بکر و عمر و بین عثمان و عبد الرحمن و بین فلان تا اینکه بین تمام یارانش هر کس طبق منزلتش با دیگری پیمان اخوت بسته شد، سپس به علی بن ابی طالب گفت: تو برادر من هستی و من برادر توأم.